# Southern Manifesto
La Declaración de Principios Constitucionales (conocida informalmente como el Southern Manifesto, o sea el Manifiesto del sur) fue un documento escrito en febrero y marzo de 1956, durante el 84.º Congreso de los Estados Unidos, en oposición a la integración racial de los lugares públicos. El documento fue firmado por 19 senadores y 82 representantes del Sur de Estados Unidos. Los firmantes incluyeron a todas las delegaciones del Congreso de Alabama, Arkansas, Georgia, Luisiana, Misisipi, Carolina del Sur y Virginia, la mayoría de los miembros de Florida y Carolina del Norte, y varios miembros de Tennessee y Texas. Todos ellos eran de antiguos estados confederados. Noventa y nueve eran demócratas; dos eran republicanos.
El Manifiesto fue redactado para contrarrestar el histórico fallo de la Corte Suprema de 1954 Brown v. Junta de Educación, que determinó que la segregación de las escuelas públicas era inconstitucional. Las leyes de segregación escolar fueron algunas de las más duraderas y conocidas de las leyes de Jim Crow que caracterizaron al Sur en ese momento.
La "resistencia masiva" a las órdenes de los tribunales federales que exigen la integración escolar ya se practicaba en todo el sur, y no fue causada por el Manifiesto. El senador J. William Fulbright de Arkansas había trabajado entre bastidores para atenuar el duro borrador original. La versión final no se comprometió a anular la decisión de Brown ni apoyó la resistencia extralegal a la desegregación. En cambio, fue principalmente un ataque a los derechos de los estados contra el poder judicial por excederse en su papel.
El Manifiesto del Sur acusó a la Corte Suprema de "claro abuso del poder judicial" y prometió utilizar "todos los medios legales para lograr una revocación de esta decisión que es contraria a la Constitución e impedir el uso de la fuerza en su implementación". Sugirió que la Décima Enmienda debería limitar el alcance de la Corte Suprema en tales cuestiones. Los senadores lideraron la oposición, con Strom Thurmond escribiendo el borrador inicial y Richard Russell la versión final.
Los estados de Delaware, Maryland, West Virginia, Kentucky y Misuri habían sido estados fronterizos durante la Guerra de Secesión (es decir, estados esclavistas que permanecían en la Unión), mientras que Oklahoma no era entonces un estado y había sido colonizado principalmente por sureños y nativos bajo la política federal de deportación. Antes de la decisión del caso Brown v. Board, todos requirieron medidas de segregación en sus sistemas escolares públicos. No obstante, ninguno de los 12 senadores estadounidenses o los 39 representantes de la Cámara de Representantes de estos estados firmaron el Manifiesto.
Tres senadores demócratas de los estados del sur no firmaron:
- Al Gore Sr. y Estes Kefauver de Tennessee
- Líder de la mayoría del Senado Lyndon Johnson de Texas

Los siguientes representantes demócratas de los estados del sur tampoco firmaron:
- 16 de 21 demócratas de Texas, incluido el presidente de la Cámara de Representantes, Sam Rayburn, y el futuro presidente de la Cámara, Jim Wright
- 3 de 7 demócratas de Tennessee
- 3 de 11 demócratas de Carolina del Norte
- 1 de 7 demócratas de Florida (Dante Fascell)

Esta negativa les valió la enemistad por un tiempo de sus compañeros que firmaron.
Había siete representantes republicanos de antiguos estados confederados. Solo dos firmaron el Manifiesto: Joel Broyhill y Richard Poff de Virginia.

## Citas clave
- "La decisión injustificada de la Corte Suprema en los casos de las escuelas públicas está dando ahora el fruto que siempre se produce cuando los hombres sustituyen la ley establecida por el poder desnudo".
- "La Constitución original no menciona la educación. Tampoco la Decimocuarta Enmienda ni ninguna otra enmienda. Los debates que precedieron a la presentación de la Decimocuarta Enmienda muestran claramente que no hubo intención de que afectara el sistema de educación mantenido por los Estados ".
- “Este ejercicio injustificado del poder de la Corte, contrario a la Constitución, está creando caos y confusión en los Estados principalmente afectados. Está destruyendo las amistosas relaciones entre las razas blanca y negra que se han creado a través de 90 años de paciente esfuerzo por parte de la buena gente de ambas razas. Ha plantado odio y sospecha donde hasta ahora ha habido amistad y comprensión "[7]

## Signatarios y no signatarios
En muchos estados del sur, firmar era mucho más común que no firmar, y los firmantes incluían a todas las delegaciones de Alabama, Arkansas, Georgia, Luisiana, Misisipi, Carolina del Sur y Virginia. Aquellos de los estados del sur que se negaron a firmar se indican a continuación. La negativa a firmar ocurrió de manera más prominente entre las delegaciones de Texas y Tennessee; en ambos estados, la mayoría de los miembros de la Cámara de Representantes de Estados Unidos se negaron a firmar.

### Senado de los Estados Unidos (en orden estatal)
| Signatarios | No signatarios |
| --- | --- |
| - John Sparkman (D-Alabama) - Lister Hill (D-Alabama) - J. William Fulbright (D-Arkansas) - John L. McClellan (D-Arkansas) - George A. Smathers (D-Florida) - Spessard Holland (D-Florida) - Walter F. George (D-Georgia) - Richard B. Russell (D-Georgia) - Allen J. Ellender (D-Luisiana) - Russell B. Long (D-Luisiana) - James O. Eastland (D-Misisipi) - John Stennis (D-Misisipi) - Samuel Ervin (D-Carolina del Norte) - W. Kerr Scott (D-Carolina del Norte) - Strom Thurmond (D-Carolina del Sur) - Olin D. Johnston (D-Carolina del Sur) - Price Daniel (D-Texas) - Harry F. Byrd (D-Virginia) - A. Willis Robertson (D-Virginia) | - Allen Frear (D-Delaware) - John J. Williams (R-Delaware) - Alben Barkley (D-Kentucky) - Earle Clements (D-Kentucky) - James Glenn Beall (R-Maryland) - John Marshall Butler (R-Maryland) - Stuart Symington (D-Misuri) - Thomas Hennings (D-Misuri) - Robert Kerr (D-Oklahoma) - Mike Monroney (D-Oklahoma) - Albert Gore Sr. (D-Tennessee) - Estes Kefauver (D-Tennessee) - Lyndon B. Johnson (D-Texas) - William Laird (D-Virginia Occidental) - Matthew Neely (D-Virginia Occidental) |

### Cámara de Representantes
| Alabama | Alabama |
| Signatarios | |
| --- | --- |
| - George W. Andrews (D) - Frank W. Boykin (D) - Carl Elliott (D) - George M. Grant (D) - George Huddleston Jr. (D) - Robert E. Jones Jr. (D) - Albert Rains (D) - Kenneth A. Roberts (D) - Armistead Selden (D)                           | |
| Arkansas | |
| Signatarios | |
| - Ezekiel C. Gathings (D) - Oren Harris (D) - Brooks Hays (D) - Wilbur D. Mills (D) - William F. Norrell (D) - James William Trimble (D)                                                                                                  | |
| Florida | |
| Signatarios | No signatarios |
| - Charles Edward Bennett (D) - James A. Haley (D) - Syd Herlong (D) - D.R. "Billy" Matthews (D) - Paul G. Rogers (D) - Bob Sikes (D) | - William C. Cramer (R) - Dante Fascell (D) |
| Georgia | |
| Signatarios | |
| - Iris F. Blitch (D) - Paul Brown (D) - James C. Davis (D) - John James Flynt Jr. (D) - Tic Forrester (D) - Phil M. Landrum (D) - Henderson Lanham (D) - J. L. Pilcher (D) - Prince H. Preston (D) - Carl Vinson (D)                      | |
| Luisiana | |
| Signatarios | |
| - Hale Boggs (D) - Overton Brooks (D) - F. Edward Hebert (D) - George S. Long (D) - James H. Morrison (D) - Otto E. Passman (D) - T. Ashton Thompson (D) - Edwin E. Willis (D)                                                            | |
| Misisipi | |
| Signatarios | |
| - Thomas G. Abernethy (D) - William M. Colmer (D) - Frank E. Smith (D) - Jamie L. Whitten (D) - John Bell Williams (D) - Arthur Winstead (D)                                                                                              | |
| Carolina del Norte | |
| Signatarios | No signatarios |
| - Hugh Q. Alexander (D) - Graham A. Barden (D) - Herbert C. Bonner (D) - Frank Carlyle (D) - Carl Durham (D) - Lawrence Fountain (D) - Woodrow W. Jones (D) - George A. Shuford (D)                                                       | - Richard Chatham (D) - Harold D. Cooley (D) - Charles Deane (D) - Charles R. Jonas (R) |
| Carolina del Sur | |
| Signatarios | |
| - Robert T. Ashmore (D) - W.J. Bryan Dorn (D) - John L. McMillan (D) - James P. Richards (D) - John J. Riley (D) - L. Mendel Rivers (D)                                                                                                   | |
| Tennessee | |
| Signatarios | No signatarios |
| - Jere Cooper (D) - Clifford Davis (D) - James B. Frazier Jr. (D) - Tom J. Murray (D) | - Howard Baker Sr. (R) - Ross Bass (D) - Joe Evins (D) - Percy Priest (D) - B. Carroll Reece (R) |
| Texas | |
| Signatarios | No signatarios |
| - Wright Patman (D) - John Dowdy (D) - Walter Rogers (D) - O. C. Fisher (D) - Martin Dies Jr. (D) | - Jack Brooks (D) - Brady Gentry (D) - Sam Rayburn (D) - Bruce Alger (R) - Olin E. Teague (D) - Albert Thomas (D) - Clark W. Thompson (D) - Homer Thornberry (D) - William Poage (D) - Jim Wright (D) - Frank Ikard (D) - John J. Bell (D) - Joe Madison Kilgore (D) - J. T. Rutherford (D) - Omar Burleson (D) - George H. Mahon (D) - Paul Kilday (D) |
| Virginia | |
| Signatarios | |
| - Edward J. Robeson Jr. (D) - Porter Hardy (D) - J. Vaughan Gary (D) - Watkins M. Abbitt (D) - William M. Tuck (D) - Richard Harding Poff (R) - Burr Harrison (D) - Howard W. Smith (D) - William Pat Jennings (D) - Joel T. Broyhill (R) | |